# Calle Ávila
La  Calle Ávila es una pequeña calle de sentido oeste y sureste localizada en el Residencial Los Robles, Managua, Nicaragua. Su nombre se debe en honor a la ciudad de Ávila, España.

## Trazado
La Calle Ávila inicia desde la intersección en una calle que no posee nombre luego gira al sureste y culmina en la Calle Robles, en el Residencial Los Robles.

## Barrios que atraviesa
La calle por ser pequeña sólo atraviesa el Residencial Los Robles.